# Colonne humide
 (mars 2008).
Une colonne humide, ou colonne en charge, est un dispositif de lutte contre l'incendie installé dans des immeubles de grande hauteur ou des sous-sols. Elle est constituée d'une canalisation verticale desservant les étages du bâtiment ou les niveaux du sous-sol, en général à raison d'une colonne par cage d'escaliers, et munie de prises à chaque étage. Elle est pressurisée et alimentée en permanence par des pompes ou dispose d'une réserve à partir d'un château d'eau ; ceci la distingue de la colonne sèche qui n'est pas alimentée en permanence. Une colonne humide peut s'assimiler à un poteau d'incendie (ou hydrant) situé en intérieur.
En cas d'incendie, l'équipe de pompiers chargée d'attaquer le sinistre raccorde ses tuyaux à l'étage en question. La colonne évite un établissement à partir du rez-de-chaussée et réduit le temps de la manœuvre. Le principal problème est de suivre l'évolution des normes et techniques d'intervention : la colonne humide est prévue pour une pression et un débit donnés, et ces valeurs peuvent devenir caduques, insuffisantes si de nouvelles lances nécessitent des débits plus élevés.

## En France
Les réglementations associées aux immeubles de grande hauteur (IGH), aux établissements recevant du public (ERP), au code de la construction et de l'habitat, aux parcs de stationnement couverts peuvent prescrire l'implantation de colonnes sèches ou humides.

### La norme technique applicable
Avec la norme NF S 61 759, la NF S 61-758, de juin 2007, remplace les normes homologuées NF S 61-750 et NF S 61-751, de juillet 1973.1, avec un additif A1 et A2 en 2011 . Sur les IGH, les colonnes humides sont obligatoires dans les IGH de plus de 50 m de haut, la réserve minimum d'eau doit être de 120 m3 répartis sur deux cuves, pour un débit de 60 m3/h, un surpresseur par réserve, une pompe de relevage pour alimenter les réserves. Le diamètre de la colonne est de 100 mm en nominal et comporte à chaque étage 3 demi-raccords (1 DN 65 mm et 2 DN 40 mm). Une prise d'alimentation de secours doit être positionnée à moins de 60 m d'une bouche ou d'un poteau du réseau d'incendie de ville. Pression utilisable de 4,5 bars à 8,5 bars. (Ces pressions ont été revues à la hausse sur l'arrêté du 30/12/2011 à 7 et 9 bars.)

### Deux fonctionnements possibles
1. Colonne humide surpressée : elle utilise des surpresseurs pour atteindre la pression voulue aux étages supérieurs ;
2. colonne humide gravitaire : elle utilise la force de gravité qui donne à l'eau 1 bar de pression tous les 10 m de chute. À 45 m de chute, on obtient les 4,5 bars minimum

### Définition des colonnes humides
Ce sont des tuyauteries fixes et rigides, sous pression, destinées à faciliter l'intervention des sapeurs-pompiers.
Elles sont alimentées en eau en permanence et sont reliées à des pompes, réservoirs, surpresseurs, ou tout autre dispositif permettant d'alimenter les lances à incendie des sapeurs-pompiers.
Elles peuvent être imposées dans certains E.R.P. par la commission de sécurité.
Elles sont obligatoires dans les I.G.H. de plus de 50 m (entre le niveau d'accès des secours et le plancher bas du dernier niveau).

### Composition
- Une réserve d'eau de 60 m3 en permanence en E.R.P. (ex: 2 réservoirs de 60 m3 ou 3 réservoirs de 30 m3) ;
- une réserve d'eau de 120 m3 en permanence en I.G.H. (ex: 3 réservoirs de 60 m3 ou 4 réservoirs de 40 m3) ;
- une colonne de 100 mm alimentée en permanence en eau, sous une pression comprise de 4,5 à 8,5 bars en ERP et 7 à 9 bars en IGH;
- deux raccords de réalimentation de 65 mm dotés de vannes ;
- des prises d'incendie : 2 prises de 40 mm et une de 65 mm à tous les niveaux, avec un débit de 60 m3/h (1000 litres/min) pour une pression de 4,5 à 8,5 bars.

### Positionnement
- Raccords de réalimentation : 2 raccords de 65 mm placés au niveau d'accès des secours et situés à 60 mètres maximum d'une bouche (B.I.) ou d'un poteau d'incendie (P.I.). Placés à une hauteur comprise entre 0,8 et 1,5 mètre et inclinés vers le sol de 45 degrés. Signalés par un panneau en caractères rouges sur fond blanc.
- Prises d'incendie : 3 prises d'incendie à tous les étages (2 de 40 mm et 1 de 65 mm). Situées dans les escaliers ou leur dispositif d'accès (SAS). Placées à une hauteur comprise entre 0,80 à 1,50 mètre et inclinées vers le sol de 45 degrés.

### Entretien
Lors des rondes, vérifier que le bouchon des prises est bien présent et n'est pas desserré. Détecter les fuites éventuelles. Elles doivent être vérifiées tous les ans par un organisme ou un technicien agréé.